# Sistema Westminster

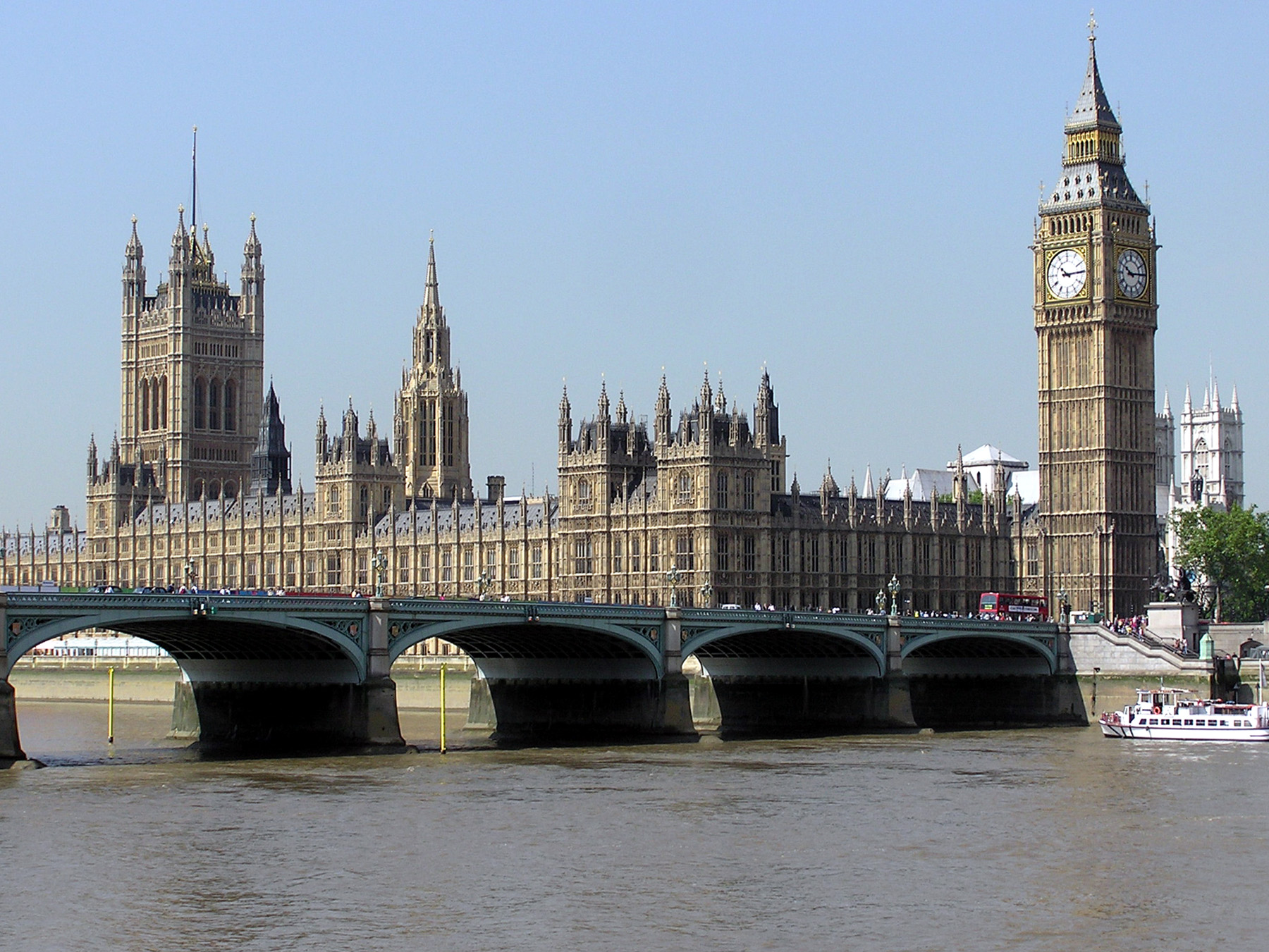
As Casas do Parlamento, também conhecidas como Palácio de Westminster, em Londres.

O sistema de Westminster é um sistema parlamentarista de governo modelado após esse que se desenvolveu no Reino Unido. Este termo vem do Palácio de Westminster, sede do parlamento britânico. O sistema é uma série de procedimentos para operar uma legislatura. Ele é usado, ou já foi usado, nas legislaturas nacionais e legislaturas subnacionais da maioria das nações da Commonwealth e ex-Commonwealth, começando com as primeiras províncias canadenses em 1848 e as seis colônias australianas entre 1855 e 1890. No entanto, algumas antigas colônias adotaram desde então o sistema presidencialista (Nigéria, por exemplo) ou um sistema híbrido (como a África do Sul) como forma de governo.

## Características
Um sistema de governo de Westminster pode incluir algumas das seguintes características:
- Um soberano ou chefe de Estado que atua como titular nominal ou legal e constitucional do poder executivo e detém numerosos poderes de reserva, mas cujas tarefas diárias consistem principalmente em realizar funções cerimoniais. Exemplos incluem o Rei Charles III, os governadores-gerais nos reinos da Commonwealth, ou os presidentes de muitos países, e governadores estaduais ou provinciais nos sistemas federais. Exceções a isso são a Irlanda e Israel, cujos presidentes são de jure e de fato cerimonial, e este último não possui nenhum poder de reserva qualquer.
- Um chefe de governo (ou chefe do executivo), conhecido como primeiro-ministro. Enquanto o chefe de Estado nomeia o chefe do governo, a convenção constitucional sugere que a maioria dos membros eleitos do Parlamento deve apoiar a pessoa nomeada. Se mais da metade dos parlamentares eleitos pertencerem ao mesmo partido político, então o líder parlamentar desse partido é nomeado tipicamente.[6] Uma exceção a isso foi Israel, no qual foram realizadas eleições diretas para primeiro ministro em 1996, 1999 e 2001.
- Um poder executivo liderado pelo chefe de governo normalmente formado por membros da legislatura com os membros seniores do executivo em um gabinete aderindo ao princípio de responsabilidade coletiva do gabinete; tais membros executam a autoridade executiva em nome da autoridade executiva nominal ou teórica.
- Um serviço civil independente e não partidário que aconselha e implementa as decisões desses ministros. Funcionários públicos têm nomeações permanentes e podem esperar processos de seleção baseados no mérito e continuidade de emprego quando os governos mudam.[7]
- Uma oposição parlamentar (num sistema multipartidário) com um Líder da oposição.
- Uma legislatura, muitas vezes bicameral, com pelo menos uma casa eleita - embora sistemas unicamerais também existam; Os membros legislativos são geralmente eleitos por distritos em eleições de sufrágio direto (em oposição à representação proporcional de todo o país). Exceções a isso incluem a Nova Zelândia, que mudou em 1993 para usar a representação proporcional de membros mistos; Israel, que sempre usou a representação proporcional de todo o país; e a Austrália, que usa o voto preferencial.
- Uma câmara baixa do parlamento com a capacidade de demitir um governo por "retenção" (rejeitar um orçamento), votar uma moção de Censura, ou derrotar um movimento de confiança. O sistema de Westminster permite que um governo seja derrotado ou forçado a uma eleição geral independentemente.
- Um parlamento que pode ser dissolvido e as eleições instantâneas convocadas a qualquer momento.
- Privilégio parlamentar, que permite ao legislador discutir qualquer questão que considere relevante, sem medo de conseqüências decorrentes de declarações difamatórias ou registros dele
- Atas de reuniões, muitas vezes conhecidas como Hansard, incluindo a habilidade do legislativo de iniciar a discussão a partir da presente ata
- A capacidade dos tribunais para resolver o silêncio ou a ambigüidade na lei estatutária do parlamento através do desenvolvimento do direito comum (Common Law). Outro sistema paralelo de princípios jurídicos também existe conhecido como equidade. Exceções a isso incluem Índia, Quebec no Canadá e Escócia no Reino Unido, entre outros que misturam o direito comum com outros sistemas jurídicos.

A maioria dos procedimentos do sistema de Westminster se originou com as convenções, práticas e precedentes do Parlamento do Reino Unido, que fazem parte daquilo que é conhecido como a Constituição do Reino Unido. Ao contrário da constituição britânica não-codificada, a maioria dos países que usam o sistema de Westminster codificou o sistema, pelo menos em parte, numa constituição escrita.
No entanto, as convenções, práticas e precedentes não codificados continuam a desempenhar um papel significativo na maioria dos países, uma vez que muitas constituições não especificam elementos importantes do procedimento: por exemplo, algumas constituições mais antigas usando o sistema de Westminster não mencionam a existência do gabinete do primeiro-ministro, porque estes escritórios foram tomados como concedidos pelos autores destas constituições. Às vezes, essas convenções, poderes de reserva e outras influências colidem em tempos de crise e, nesses momentos, as fraquezas dos aspectos não escritos do sistema de Westminster, bem como os pontos fortes da flexibilidade do sistema de Westminster, são postos à prova. Como exemplo ilustrativo, na crise constitucional australiana de 1975, o governador-geral da Austrália, Sir John Kerr, demitiu o primeiro-ministro Gough Whitlam em sua própria autoridade de poder de reserva e substituiu-o pelo líder da oposição Malcolm Fraser.

## Operação
O padrão de funções executivas dentro de um sistema de Westminster é bastante complexo. Em essência, o chefe de Estado, normalmente um monarca ou presidente, é uma figura de projeção cerimonial que é a fonte teórica, nominal ou de jure do poder executivo dentro do sistema. Na prática, tal figura não exerce ativamente os poderes executivos, mesmo que a autoridade executiva possa ser exercida em seu nome.
O chefe de governo, geralmente chamado de primeiro-ministro ou premiê, terá idealmente o apoio de uma maioria no parlamento e, em qualquer caso, deve ser capaz de assegurar a inexistência de maioria absoluta contra o governo. Se o parlamento aprovar uma moção de censura ou se recusa a aprovar um projeto importante, como o orçamento, o governo deve renunciar para que um governo diferente possa ser nomeado ou procurar uma dissolução parlamentar para que novas eleições gerais possam ser realizadas.
A autoridade executiva dentro de um sistema de Westminster é exercida essencialmente pelo gabinete, junto com alguns ministros, embora o chefe de governo tenha geralmente o papel dominante dentro do ministério. No Reino Unido, o soberano teoricamente detém autoridade executiva, mesmo que o Primeiro-Ministro do Reino Unido e o Gabinete efetivamente implementem poderes executivos. Em uma república parlamentarista como a Índia, o Presidente é o executivo de jure, embora os poderes executivos sejam essencialmente instituídos pelo Primeiro Ministro da Índia e pelo Conselho de Ministros. Em Israel, no entanto, o poder executivo é investido de jure e de fato no gabinete, e o presidente de Israel é de jure e de fato uma figura de projeção cerimonial.
Como exemplo, o Primeiro-Ministro e o Gabinete (como o órgão executivo de facto no sistema), em geral, têm de pedir a autorização do chefe de Estado para desempenhar funções executivas. Se, por exemplo, o primeiro-ministro britânico quis dissolver o parlamento para que se realizasse uma eleição geral, o primeiro-ministro está obrigado constitucionalmente a pedir permissão ao soberano para alcançar esse desejo. Esse poder (junto com outros, como nomear ministros no governo, nomear diplomatas, declarar a guerra e assinar tratados, por exemplo) é conhecido como Prerrogativa Real, que nos tempos modernos é exercida pelo soberano somente sob o conselho do Primeiro-Ministro. Uma vez que o soberano britânico é um monarca constitucional, ele ou ela segue o conselho de seus ministros, exceto quando executando poderes de reserva em tempos de crise.
Este costume também ocorre em outros sistemas de Westminster no mundo, em consequência da influência do domínio colonial britânico. Nos reinos da Commonwealth, como o Canadá, a Austrália e a Nova Zelândia, o primeiro-ministro é obrigado a pedir permissão ao Governador-Geral ao implementar decisões executivas, de forma semelhante à prática britânica. Um cenário análogo também existe nas repúblicas da Commonwealth, como a Índia ou Trinidad e Tobago, onde existe um presidente, embora não em Israel ou no Japão, onde os respectivos primeiros-ministros têm todo o poder legal para implementar decisões executivas e presidenciais (em Israel) ou imperiais (no Japão) não é necessária a aprovação.
O Chefe de Estado freqüentemente se reunirá com o chefe de governo e com o gabinete, como meio de se manter a par da política governamental e como um meio de aconselhar, consultar e alertar os ministros em suas ações. Tal prática ocorre no Reino Unido e na Índia. No Reino Unido, o soberano mantém reuniões confidenciais semanais com o primeiro-ministro para discutir a política governamental e para oferecer suas opiniões e conselhos sobre questões do dia. Na Índia, o primeiro-ministro está obrigado constitucionalmente a realizar sessões regulares com o presidente, de forma semelhante à prática britânica acima mencionada. Em essência, o chefe de Estado, como autoridade executiva teórica, "reina, mas não governa". Esta frase significa que o papel do chefe de Estado no governo é geralmente cerimonial e, como resultado, não institui diretamente os poderes executivos. Os poderes de reserva do chefe de Estado são suficientes para assegurar o cumprimento de alguns dos seus desejos. No entanto, a extensão de tais poderes varia de um país para outro e é muitas vezes uma questão de controvérsia.
Esse arranjo executivo surgiu pela primeira vez no Reino Unido. Historicamente, o soberano britânico detinha e exercia diretamente toda a autoridade executiva. George I do Reino Unido foi o primeiro monarca britânico a delegar alguns poderes executivos a um primeiro-ministro e um gabinete dos ministros,[carece de fontes?] em grande parte porque ele também era o monarca de Hanôver na Alemanha e não falava inglês fluentemente. Com o tempo, o acordo continuou a exercer autoridade executiva em nome do soberano. Tal conceito foi reforçado na Constituição Inglesa (1876) de Walter Bagehot, que enfatizou os aspectos "dignos" e "eficientes" do governo. Nesse sentido, Bagehot afirmou que o soberano deveria ser um ponto focal para a nação, enquanto o primeiro-ministro e o gabinete efetivamente tomavam decisões executivas.

## Papel do chefe de Estado
O chefe de Estado ou seu representante (como um governador-geral) nomeia formalmente como chefe de governo quem comanda a confiança da câmara eleita da legislatura e convida-o a formar um governo. No Reino Unido, isso é conhecido como beijar as mãos (em inglês, Kissing hands). Embora a dissolução do legislativo e o apelo para novas eleições sejam formalmente realizados pelo chefe de Estado, o chefe de Estado, por convenção, age de acordo com os desejos do chefe de governo.
Um presidente, um monarca ou um governador-geral podem possuir poderes de reserva claramente significativos. Exemplos do uso de tais poderes incluem a crise constitucional australiana de 1975. Os Princípios Lascelles foram uma tentativa de criar uma convenção para cobrir situações semelhantes, mas não foram testadas na prática. Por causa das diferenças em suas constituições escritas, os poderes formais dos monarcas, governadores-gerais e presidentes variam muito de um país para outro. No entanto, como soberanos e governadores não são eleitos, e alguns presidentes não podem ser eleitos diretamente pelo povo, são muitas vezes protegidos de qualquer desaprovação pública decorrente do uso unilateral ou controverso de seus poderes.

## Governo do gabinete
No livro "The English Constitution", Walter Bagehot enfatizou a divisão da Constituição em dois componentes: o Dignificado (aquela parte que é simbólica) e o Eficiente (o modo como as coisas realmente funcionam e se fazem), e chamou o eficiente "Governo do Gabinete". Embora tenha havido muitas obras desde enfatizar diferentes aspectos do "Eficiente", ninguém questionou seriamente a premissa de Bagehot de que a divisão existe no sistema de Westminster, embora Israel e Japão operem sem a parte "digna" do governo.
Os membros do Conselho de Ministros são coletivamente vistos como responsáveis pela política governamental, uma política chamada responsabilidade coletiva do gabinete. Todas as decisões do Conselho de Ministros são tomadas por consenso, mas raramente é votado numa reunião do Gabinete. Todos os ministros, seniores e no gabinete, ou ministros júnior, devem apoiar a política do governo publicamente, independentemente de quaisquer reservas privadas. Quando uma reorganização do Gabinete é iminente, muito tempo é ocupado nas conversas dos políticos e nos meios de comunicação, especulando sobre quem será ou não será transferido para dentro e para fora do Gabinete pelo Primeiro-Ministro, porque a nomeação dos ministros do gabinete, e ameaça de demissão do Gabinete, é o poder constitucional mais poderoso que um primeiro-ministro tem no controle político do governo no sistema de Westminster.
A Oposição Oficial e outros grandes partidos políticos que não estão no Governo, espelharão a organização governamental com seu próprio Gabinete Paralelo.

## Parlamentos bicameral e unicameral
Em um sistema de Westminster, alguns membros do parlamento são eleitos por voto popular, enquanto outros são nomeados. Quase todos os parlamentos baseados em Westminster têm uma câmara baixa com poderes baseados nos da Câmara dos Comuns (sob vários nomes), incluindo representantes locais eleitos do povo. A maioria também tem uma casa superior menor, que é composta de membros escolhidos por vários métodos:
- Os parlamentares nomeados por Primeiros Ministros sucessivos (como o Senado canadense);
- Nomeados do primeiro-ministro e do líder da oposição (como o Senado da Jamaica);
- Eleição direta (como o Senado australiano);
- A eleição por colégios eleitorais ou legislaturas sub-nacionais (como o indiano Rajya Sabha);
- Nobreza hereditária (como a Câmara dos Lordes britânica);
- Qualquer combinação dos itens acima (como a Assembléia Nacional da Malásia).

No Reino Unido, a câmara baixa é o órgão legislativo de facto, enquanto a câmara alta pratica a restrição no exercício dos seus poderes constitucionais e serve como um órgão consultivo. Em outros países de Westminster, no entanto, a câmara alta pode às vezes exercer um poder considerável.
Alguns parlamentos derivados de Westminster são unicamerais por duas razões:
- Alguns, como o Parlamento da Nova Zelândia, o Parlamento de Queensland e os parlamentos das províncias canadenses aboliram as suas casas altas;
- Outros nunca as tiveram, como o Parlamento de Malta, o Parlamento de Papua Nova Guiné, o Conselho Legislativo de Hong Kong e o Parlamento de Israel.

Hong Kong, ex-colônia da coroa britânica e atualmente uma região administrativa especial da República Popular da China, tem um Conselho Legislativo unicameral. Embora os Conselhos Legislativos das colônias australianas e norte-americanas britânicas fossem casas altas não eleitas e alguns deles desde então abolidos, o Conselho Legislativo de Hong Kong permaneceu a única câmara e, em 1995, evoluiu para uma casa totalmente eleita, Os assentos são devolvidos por sufrágio universal. O governo responsável nunca foi concedido durante o governo colonial britânico, e o governador permaneceu o chefe de governo até a transferência de soberania em 1997, quando o papel foi substituído pelo Chefe do Executivo. Os secretários permaneceram a ser escolhidos pelo Chefe do Executivo, não pelo Conselho Legislativo, e suas nomeações não precisam ser aprovadas pelo Conselho Legislativo. Embora essencialmente mais presidencial do que parlamentar, o Conselho Legislativo herdou muitos elementos do sistema de Westminster, incluindo poderes parlamentares, privilégios e imunidade, e o direito de conduzir inquéritos, entre outros. As atas das reuniões são conhecidas como Hansards, e a cor do tema da câmara de reunião é vermelho como em outras casas superiores. Secretários do governo e outros funcionários estão sentados no lado direito do presidente na câmara. O Chefe do Executivo pode dissolver o Conselho Legislativo sob certas condições e é obrigado a renunciar, por exemplo, quando um Conselho Legislativo reeleito passa novamente um projeto de lei que ele ou ela se recusou a assinar promulgada.

## Sistema de Westminster da Austrália
A Austrália é, em muitos aspectos, um híbrido único com influências da Constituição dos Estados Unidos, bem como das tradições e convenções do sistema de Westminster. A Austrália é excepcional porque o governo enfrenta uma Câmara Alta totalmente eleita, o Senado, que deve estar disposto a aprovar toda a sua legislação. Embora o governo é formado na câmara baixa, a Câmara dos Deputados, o apoio do Senado é necessário para governar. O Senado mantém a habilidade similar àquela mantida pela Câmara Britânica dos Lordes, antes da promulgação da Lei do Parlamento de 1911, para bloquear a oferta contra o governo do dia. Um governo que não pode obter o fornecimento pode ser demitido pelo Governador-Geral: no entanto, este é geralmente considerado um último recurso e é uma decisão altamente controversa a tomar, dado o conflito entre o conceito tradicional de confiança derivada da câmara baixa e a capacidade do Senado para bloquear a oferta. Muitos cientistas políticos sustentaram que o sistema de governo australiano foi conscientemente concebido como uma mistura ou híbrido dos sistemas de governo de Westminster e dos Estados Unidos, especialmente porque o Senado australiano é uma casa superior poderosa como o Senado dos Estados Unidos; Essa noção é expressa no apelido de "mutação Washminster".  A capacidade das casas altas para bloquear a oferta também se destaca nos parlamentos da maioria dos estados australianos.

## Críticas
Os membros do gabinete não têm muita independência para discordar ativamente com a política governamental, mesmo por razões produtivas. Um membro do gabinete pode ser forçado a renunciar simplesmente por se opor a um aspecto da agenda de um governo, mesmo que concordasse com a maioria das outras propostas. Os gabinetes também têm uma tendência a serem muito grandes. Como o gabinete é o principal órgão de poder e influência no governo, os membros do parlamento podem ativamente fazer um lobby para uma posição no gabinete, uma vez que seu partido é eleito para o poder. O primeiro-ministro, que também é líder do partido, terá um interesse ativo em promover como muitos destes membros de seu próprio partido como possível.
Os governos de Westminster geralmente não têm uma tradição muito forte de separação de poderes, na prática (além da separação entre o executivo / legislativo e o judiciário). Embora o chefe de Estado, governador-geral, monarca ou presidente, tenha poderes nominais para "verificar" os do primeiro-ministro, na prática esses indivíduos são geralmente considerados pouco mais do que figuras de projeção que não devem intervir ativamente na política do dia-a-dia. Primeiros ministros sob qualquer sistema de Westminster têm ampla liberdade para nomear uma grande variedade de indivíduos, tais como juízes, ministros do gabinete e outros burocratas seniores.
No entanto, os primeiros-ministros geralmente podem fazer apenas tanto quanto a opinião pública e o equilíbrio de membros do partido do parlamento deixá-los fazer. Na prática, o governo em sistemas multipartidários, como a Bélgica ou os Países Baixos, é sempre constituído por coalizões e os primeiros-ministros devem manter felizes os parceiros da coalizão para manter seu apoio aos votos de confiança. Por outro lado, em países com um forte sistema bipartidário, como o Reino Unido e a Austrália, as coalizões raramente ocorrem, exceto quando um terceiro ganha um número invulgarmente grande de cadeiras parlamentares, ou em tempos de crise nacional, quando todas as partes podem ser representadas no governo, a fim de promover a unidade nacional.
A ameaça representada pelos votos de não confiança é muitas vezes usada para justificar partidos legislativos extremamente disciplinados nos sistemas de Westminster. A fim de garantir que o governo tenha sempre a confiança da maioria da casa, a cultura política das nações de Westminster muitas vezes torna altamente incomum para um legislador votar contra o seu partido. Os críticos argumentam que isso, por sua vez, mina a liberdade e a importância dos deputados na legislação do dia a dia, tornando o gabinete o único órgão do governo onde os legisladores individuais podem aspirar a influenciar as decisões do governo.
A maioria das políticas sênior será feita ao nível do gabinete, independentemente do que cada deputado pode ou não decidir em comissão, reduzindo assim a força dos comitês. Seu maior poder é muitas vezes a capacidade de forçar um governo a revelar certas peças de informação.

## Cerimônias
O sistema de Westminster tem uma aparência muito distinta quando funciona, com muitos costumes britânicos incorporados no dia a dia da função do governo. Um parlamento do estilo de Westminster é geralmente uma sala longa, retangular, com duas fileiras dos assentos e das mesas em ambos os lados. As cadeiras estão posicionadas de modo que as duas filas estejam voltadas uma para a outra. Este arranjo é dito ter derivado de um primeiro Parlamento que foi realizada em um coro da igreja. Tradicionalmente, os partidos da oposição vão sentar-se em uma fila de cadeiras, e o partido do governo vai sentar-se na outra. É claro que, às vezes, um governo majoritário é tão grande que deve usar os assentos da "oposição" também. Na casa baixa em Westminster (a Câmara dos Comuns) há linhas no chão em frente ao governo e bancos da oposição que os membros só podem cruzar quando saírem da câmara. Há rumores de que a distância entre as linhas é a do comprimento de duas espadas, embora não exista nenhuma prova documental para apoiar isso e, de fato, nunca foram permitidas armas no Palácio de Westminster a qualquer momento.
Num dos extremos da sala há uma grande cadeira, para o presidente da câmara. O orador usualmente veste uma túnica preta, e em muitos países, uma peruca. Parlamentares muitas vezes sentam-se em mesas estreitas entre as duas filas de assentos, também.
Outras cerimônias associadas às vezes com o sistema de Westminster incluem um discurso anual do Trono (ou equivalente) em que o chefe de Estado dá um endereço especial (escrito pelo governo) ao parlamento sobre que tipo de políticas esperam no próximo ano e lentas Cerimônias de Abertura do Parlamento que muitas vezes envolvem a apresentação de um grande cetro cerimonial.

## Países atuais

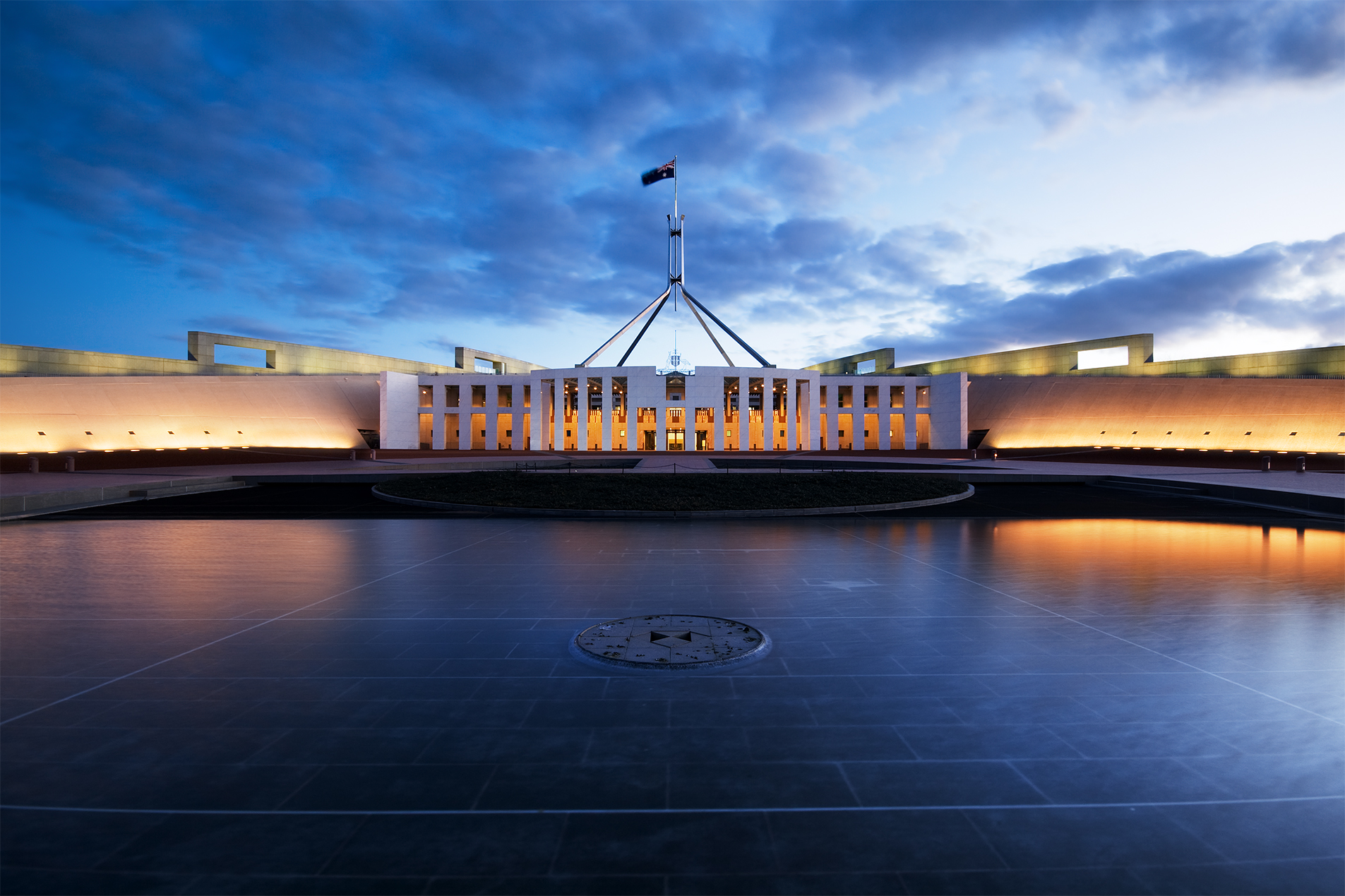
A sede do Parlamento australiano, em Camberra, Austrália.

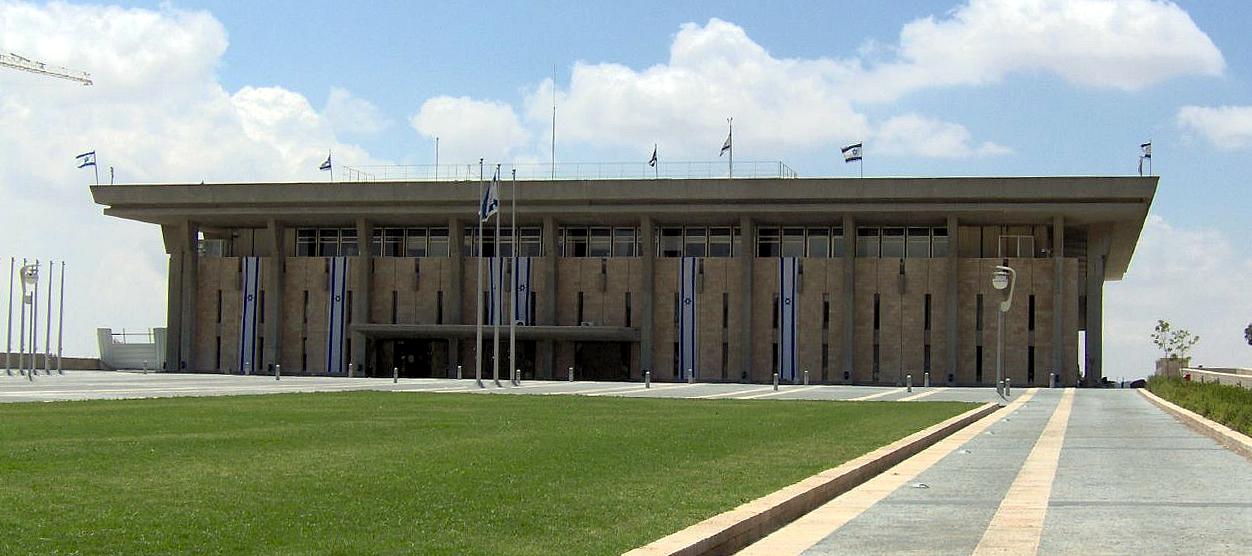
Palácio do Knesset, Jerusalém, Israel.

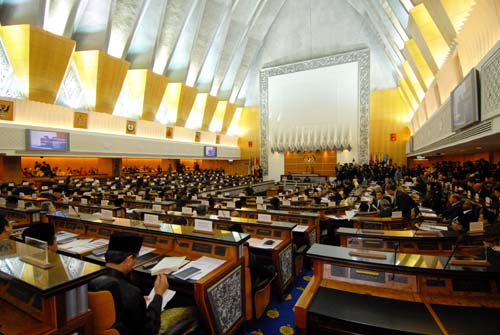
Interior do Parlamento da Malásia, em Kuala Lumpur, Malásia.

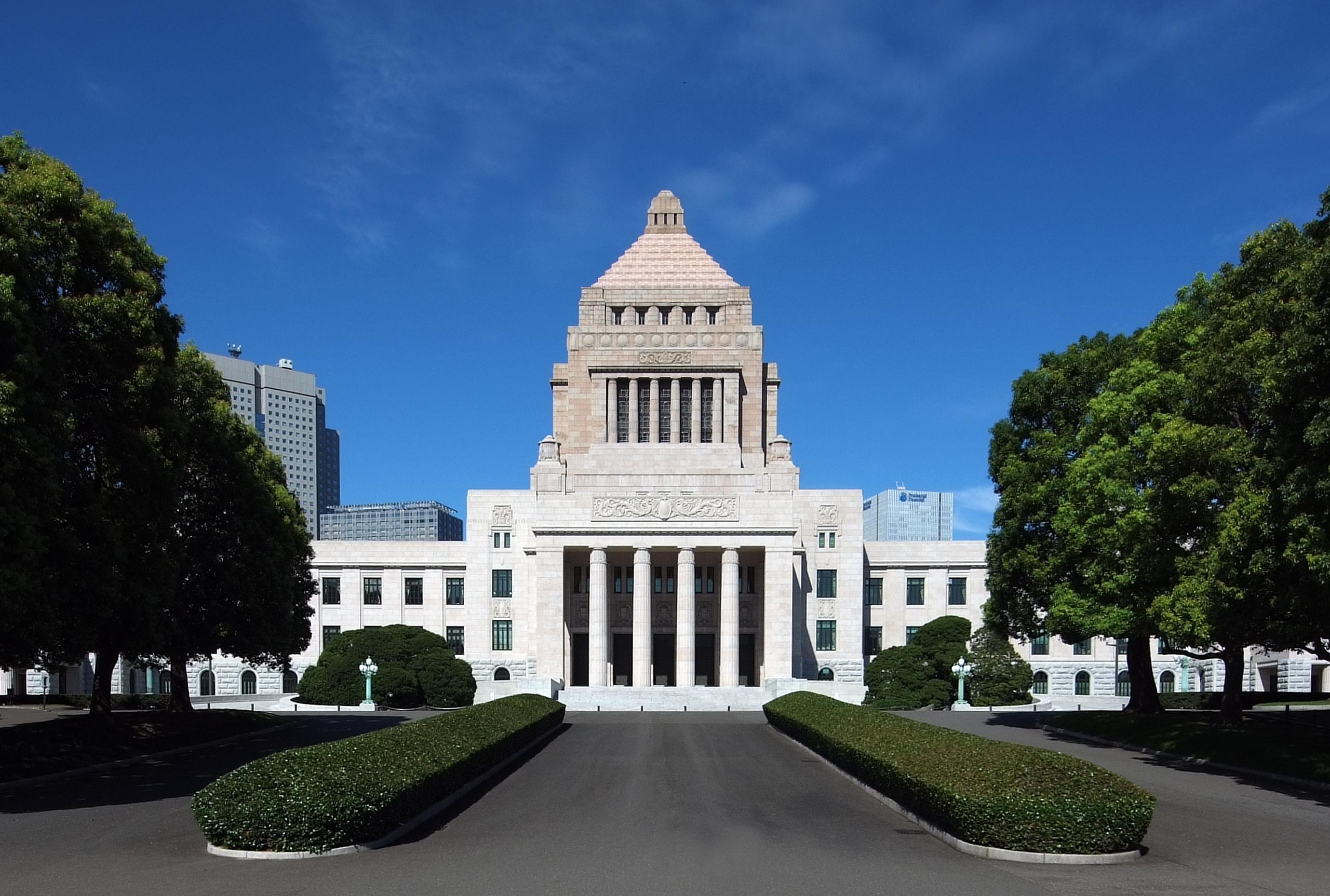
Palácio da Dieta Nacional, em Tóquio, Japão.

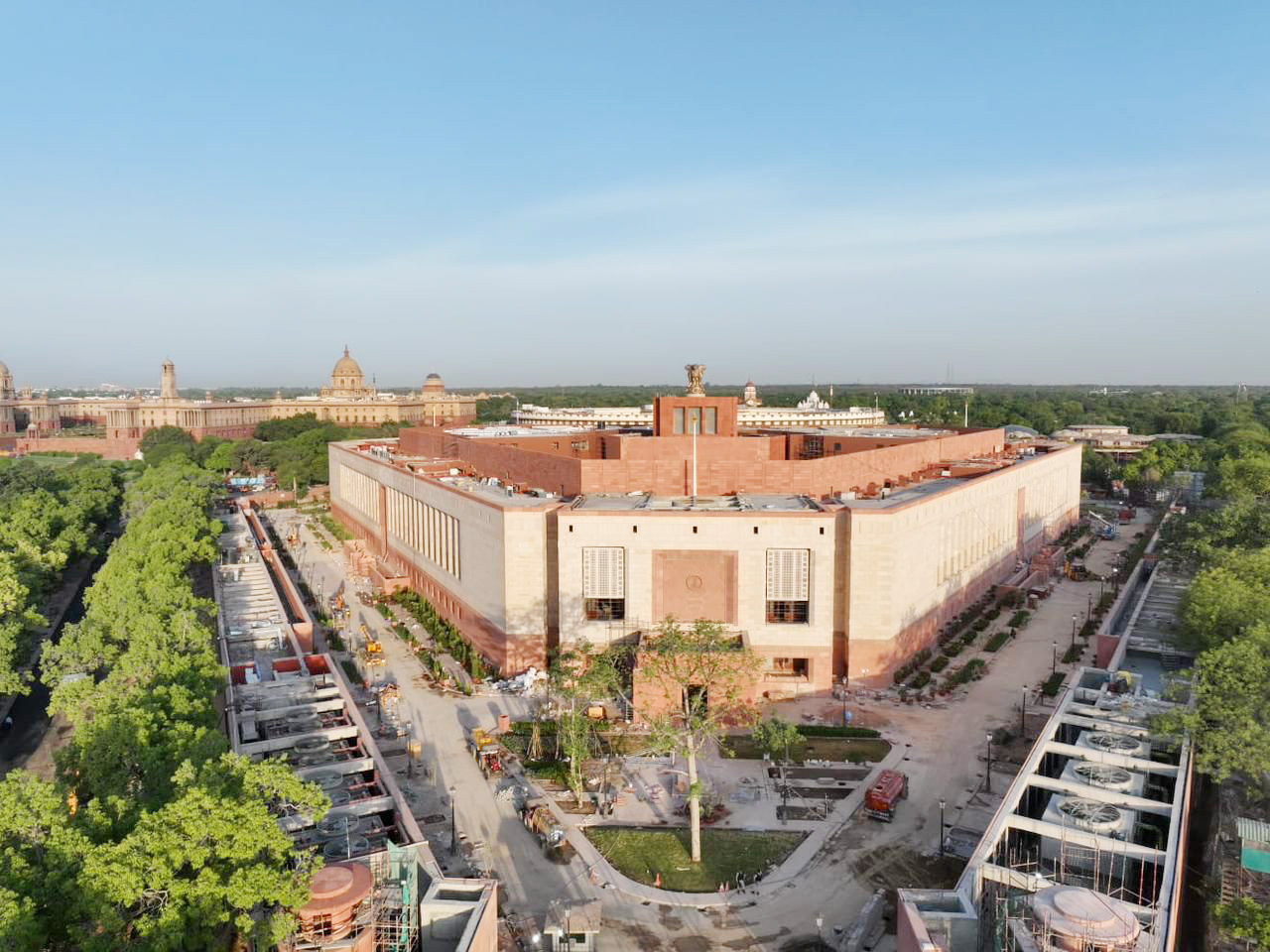
Sansad Bhavan, a sede do Parlamento da Índia, em Nova Déli.

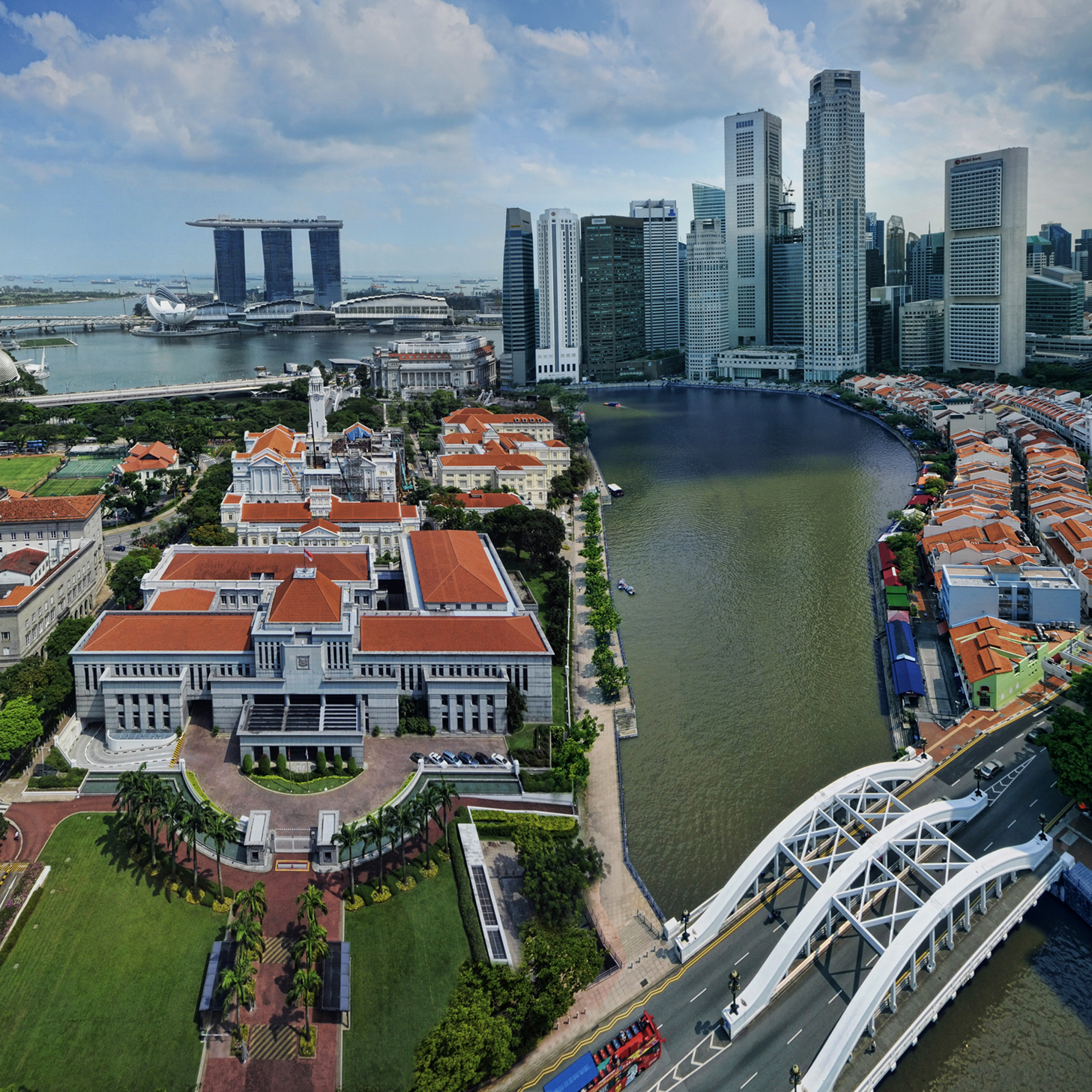
Parlamento de Singapura com o centro financeiro da cidade ao fundo.

Os países que usam o sistema de Westminster ou variantes baseadas no Sistema de Westminster incluem os seguintes:
- Antígua e Barbuda
- Austrália
- Bahamas
- Bermudas
- Bangladesh
- Barbados
- Canadá
- Dominica
- Granada
- Ilhas Salomão
- Índia
- Irlanda
- Israel [10]
- Jamaica
- Japão [11]
- Kuwait
- Malásia [12]
- Malta
- Ilhas Maurícias
- Nauru
- Nepal
- Nova Zelândia
- Paquistão
- Papua-Nova Guiné
- Reino Unido
- São Cristóvão e Neves
- Santa Lúcia
- Singapura
- São Vicente e Granadinas
- Trinidad e Tobago
- Tuvalu
- Vanuatu

## Antigos países
O sistema de Westminster foi adotado por um número de países que evoluíram subsequentemente ou reformaram seu sistema de governo. Em alguns casos, certos aspectos do sistema de Westminster foram mantidos ou codificados em suas constituições. Por exemplo, a África do Sul e Botswana, ao contrário dos reinos da Commonwealth ou repúblicas parlamentares como a Índia, têm um chefe de Estado e chefe de governo combinados, mas o presidente continua a ser responsável perante a câmara baixa do parlamento; Elege o presidente no início de um novo parlamento, ou quando há uma vaga no escritório, ou quando o presidente de sessão é derrotado em um voto da confiança. Se o Parlamento não pode eleger um novo Presidente dentro de um curto período de tempo (uma semana a um mês), a câmara baixa é dissolvida e novas eleições são convocadas.
- A União da África do Sul entre 1910 e 1961 e a República da África do Sul entre 1961 e 1984. A Constituição Sul-Africana de 1983 aboliu o sistema de Westminster na África do Sul.
- O Domínio de Terra Nova abandonou o autogoverno em 1934 e voltou a governar diretamente de Londres. O uso do sistema de Westminster recomeçou em 1949 quando Terra Nova se transformou uma província do Canadá.
- Rodésia entre 1965 e 1979, e o Zimbabwe entre 1980 e 1987. A constituição de 1987 aboliu o sistema de Westminster.
- Nigéria, após o fim do regime colonial britânico em 1960, que resultou na nomeação de um governador-geral e, em seguida, um presidente, Nnamdi Azikiwe. O sistema terminou com o golpe militar de 1966.
- Ceilão entre 1948 e 1972, e o Sri Lanka de 1972 até 1978, quando a constituição foi remodelada em um sistema presidencial Executivo.
- Birmânia (atual Mianmar) após a independência em 1948 até o golpe militar de 1962.
- Gana entre 1957 e 1960.
- Tanganica entre 1961 e 1962.
- Serra Leoa entre 1961 e 1971.
- Uganda entre 1962 e 1963.
- Quênia entre 1963 e 1964.
- Malawi entre 1964 e 1966.
- Gâmbia entre 1965 e 1970.
- Guiana entre 1966 e 1980.
- Fiji entre 1970 e 1987.
- Japão entre 1890 e 1947, sob a Constituição Meiji, a dieta do Japão era uma legislatura bicameral modelada entre ambos o Reichstag alemão e o sistema de Westminster. [13] A influência do sistema Westminster permaneceu na Constituição do Japão pós-guerra.[14][15][16]